# Paw Paw Lake
Paw Paw Lake é uma Região censo-designada localizada no estado americano de Michigan, no Condado de Berrien.

## Demografia
Segundo o censo americano de 2000, a sua população era de 3944 habitantes.

## Geografia
De acordo com o United States Census Bureau tem uma área de
17,5 km², dos quais 13,6 km² cobertos por terra e 3,9 km² cobertos por água.

## Localidades na vizinhança
O diagrama seguinte representa as localidades num raio de 16 km ao redor de Paw Paw Lake.